# スルタン・イスマイル・プトラ空港
スルタン・イスマイル・プトラ空港（スルタン・イスマイル・プトラくうこう、マレー語 : Lapangan Terbang Sultan Ismail Petra 、英語 : Sultan Ismail Petra Airport）は、マレーシアのクランタン州コタバルにある空港。

## 施設
滑走路は10/28方向に2,128m (6,982 ft) の長さの物が1本あり、空港ターミナルビルにはボーディング・ブリッジが3つある。

## 就航航空会社と就航都市

### 国内線
| 航空会社       | 就航地                                       |
| -------------- | -------------------------------------------- |
| マレーシア航空 | クアラルンプール                             |
| エアアジア     | クアラルンプール、コタキナバル、クチン       |
| マリンド・エア | スバン                                       |
| ファイアフライ | スバン、ジョホールバル、ペナン、ランカウイ   |
| スクート       | シンガポール(2025年10月26日より運航開始予定) |